# Jolien Wittock
Jolien Wittock (ur. 22 lutego 1990 w Sint-Niklaas w Belgii) – belgijska siatkarka, grająca jako atakująca. Obecnie występuje w drużynie Volley 2002 Forlì.

## Kariera
| Klub                   | Kraj   | Od        | Do        |
| Sint Gillis Waas       | Belgia | 2001–2002 | 2001–2002 |
| Waasland               | Belgia | 2002–2003 | 2004–2005 |
| Temse                  | Belgia | 2005–2006 | 2006–2007 |
| Asterix Kieldrecht     | Belgia | 2007–2008 | 2007–2008 |
| VK Modřanská Prostějov | Czechy | 2008–2009 | 2008–2009 |
| Volley 2002 Forlì      | Włochy | 2009–2010 | …         |

## Sukcesy
- 2008 –  – Mistrzostwo Belgii
- 2009 –  – Mistrzostwo Czech
- 2009 –  – Puchar Czech